# Andrew Bruck
Andrew Bruck (1982/1983) là Quyền Tổng chưởng lý của New Jersey. Anh nhậm chức vào ngày 17 tháng 7 năm 2021, sau khi được bổ nhiệm bởi Thống đốc Phil Murphy. Có hiệu lực từ ngày 14 tháng 2 năm 2022 Bruck sẽ được thay thế làm Quyền Tổng chưởng lý bởi Matt Platkin, người được đề cử làm Bộ trưởng Tư pháp đang chờ giải quyết trước Thượng viện bang New Jersey sau khi Platkin được Murphy bổ nhiệm vào ngày 3 tháng 2 năm 2022.
Bruck từng là công tố viên liên bang trước khi gia nhập văn phòng của Bộ trưởng Tư pháp mới được bổ nhiệm lúc đó là Gurbir Grewal vào tháng 1 năm 2018 với tư cách là Trợ lý Tổng chưởng lý. Bruck sau đó được thăng chức lên Trợ lý Bộ trưởng Tư pháp đầu tiên. Grewal từ chức có hiệu lực từ ngày 16 tháng 7 năm 2021 để đảm nhận vị trí của Ủy ban Giao dịch và Chứng khoán Hoa Kỳ.
Bruck công khai là người đồng tính và sống cùng chồng và con gái nhỏ của họ.